# Мелодия (фирма)
„Мелодия“ е най-старата звукозаписна компания в Русия. По времето на СССР „Мелодия“ е единствената звукозаписна компания в страната. Записите на лейбъла са продавани в повече от 90 страни. В началото на 90-те години „Мелодия“ е в първата шестица на най-големите звукозаписни компании в света.
Главната продукция на фирмата е издавана на винил. От началото на 70-те години „Мелодия“ издава албуми на магнитна лента, а от 90-те години – и на аудиокасети и компактдискове.

## История
Фирмата е основана през 1964 г. с постановление на Министерството на културата на СССР. Първият ѝ директор е Николай Мохов. Компанията обединява заводи за производство на плочи и звукозаписни студия на територията на главните градове на Съветския съюз – Москва, Ленинград, Рига, Киев, Алма-Ата, Тбилиси.
От 1965 г. записите на Мелодия се изнасят в чужбина. Едни от първите съглашения за сътрудничество на издателя са с немската фирма Ariola Eurodisc и с американската Capitol. След присъединяването на СССР към Женевската конвенция се развиват лицензирани споразумения. През 70-те години за пръв път са изнесени записи в Южна Америка и Африка.
Понастоящем „Мелодия“ се занимава с лицензиране, издаване, тиражиране и разпространение на фонограми на компактдискове. Изданията включват записи на класическа музика, поп музика, народно творчество, литературни записи. Записите от архивите постепенно се цифровизират и се каталогизират, а също се издават на DVD. През 2013 г. „Мелодия“ става един от 20-те лауреата на премиите на ICMA (International Classical Music Awards, „Международни награди за класическа музика“).
На 7 февруари 2020 г. на търг компания „Формакс“ изкупува 100% от акциите на фирма „Мелодия“ АД от Федералната агенция за управление на собствеността за 329,6 милиона рубли. Така „Мелодия“ напълно преминава в частни ръце с всички права върху архива си.

## Изпълнители и композитори

### Композитори и соло певци
- Адриано Челентано
- Алла Пугачова
- Ал Бано и Ромина Пауър
- Аманда Лир
- Андрей Миронов
- Александър Йосифов
- Александра Пахмутова
- Анатолий Корольов
- Анне Вески
- Анна Герман
- Аркадий Хоралов
- Арно Бабаджанян
- Атанас Косев
- Бедрос Киркоров
- Бисер Киров
- Борис Гуджунов
- Боян Кодрич
- Булат Окуджава
- Вадим Мулерман
- Валери Леонтиев
- Валери Ободзински
- Валентина Толкунова
- Васил Найденов
- Вахтанг Кикабидзе
- Вениамин Баснер
- Виктор Вуячич
- Владимир Висоцки
- Владимир Кузмин
- Владимир Мигуля
- Владимир Трошин
- Геннадий Гладков
- Генадий Белов
- Георги Виноградов
- Георги Бейков
- Георги Кордов
- Давид Тухманов
- Демис Русос
- Димитър Бояджиев
- Дийн Рийд
- Джордже Мариянович
- Доника Венкова
- Ева Демарчик
- Едита Пеха
- Eдуард Хил
- Емил Димитров
- Жан Татлян
- Иван Пеев
- Ирина Отиева
- Йосиф Кобзон
- Карел Гот
- Кичка Бодурова
- Кола Белди
- Лариса Долина
- Лариса Мондрус
- Лев Барашков
- Лев Лешченко
- Лили Иванова
- Людмила Гурченко
- Людмила Зикина
- Людмила Сенчина
- Маргарита Димитрова
- Маргрет Николова
- Маргарита Хранова
- Мариля Родович
- Марк Бернес
- Мими Иванова
- Мирей Матийо
- Михаил Боярски
- Мария Пахоменко
- Морис Аладжем
- Муслим Магомаев
- Мая Кристалинска
- Надежда Чепрага
- Нани Брегвадзе
- Николай Караченцов
- Николай Сличенко
- Олга Воронец
- Олга Кормухина
- Олег Газманов
- Панайот Панайотов
- Петър Чернев
- Рафаела Кара
- София Ротару
- Тончо Русев
- Филип Киркоров
- Христо Кидиков
- Юрий Богатиков
- Юрий Гуляев
- Юрий Никулин
- Яак Йоала
- Ян Френкел

### Групи
- „АББА“
- „Аквариум“
- „Аккорд“
- „Ариэль“
- „Верасы“
- „Весёлые ребята“
- „Водограй“
- „Гая“
- „Голубые гитары“
- „ДДТ“
- „Диана Експрес“
- „Добры молодцы“
- „Эхо“
- „Земляне“
- „Зодиак“
- „Зодчие“
- „Иверия“
- „Калинка“
- „Каскад“
- „Кино“
- „Кобза“
- „Красные маки“
- „Круиз“
- „Лейся, песня“
- „Мастер“
- „Машина времени“
- „Надежда“
- „Орера“
- „Оризонт“
- „Песняры“
- „Поющие гитары“
- „Поющие сердца“
- „Рапсодия“
- „Самоцветы“
- „Синяя птица“
- „Смеричка“
- „Сябры“
- „Цветы“
- „Чаривни гитари“
- „Ялла“